# Вальтер фон Нордек
Вальтер фон Нордек (нім. Walter von Nordeck; ? — після 1287) — 11-й магістр Лівонського ордену (1270—1273).

## Біографія
Походив зі швабського шляхетського роду Нордеків. Молодший син Відеролда I фон Нордека, міністеріала пфальцграфства Тюбінгенського. 1261 року одружується на якійсь Лутгарді. Втім 1268 року його дружина стає черницею, а сам Вальтер перебирається до Лівонського ордену.
Уже наприкінці 1270 року після загибелі ландмейстера Андреаса фон Вестфалена очолює Орден. Продовжив політику з підкорення Земгалії. Того ж року захопив у земгалів фортецю Терветен, а 1271 року — ключові укріплення Межотне і Ратен. На місці усіх цих фортець магістр наказав звести орденські замки.
Земгальські вожді 1272 року визнали зверхність Лівонського ордену, зобов'язавшись прийняти християнство й сплачувати данину продовольством і поставляли вози лівонським лицарям, а також повинні були виконувати замкову повинність. Судити земгалів тепер стали орденські фогти. У жовтні цього року фон Нордек розділив захоплену Земгалію між Орденом і Ризьким архієпископством. Тут було відновлено Земгальське єпископство. Завдяки енергійним діям Вальтера фон Нордека влада Лівонського ордену в Земгалії суттєво зміцнилася, незважаючи на постійні напади литовців. 1273 року орденське військо завдало поразки литовцям у битві біля річки Дурбен. Невдовзі після цього через хворобу фон Нордек пішов у відставку. Новим очільником Лівонського ордену став Ернст фон Рацебург.
Перебрався до Пруссії. Слідом за цим перебрався до міста Марбург, де очолив місцевий конвент Тевтонського ордену. Остання згадка відноситься до 1287 року.